# Amacoco
A Amacoco é a produtora brasileira de água de coco, detentora das marcas Kero Coco e Trop Coco. Em 2009 foi comprada pela PepsiCo. Possui duas unidades fabris, uma em Petrolina, Pernambuco, e em São Mateus, no Espírito Santo. É a maior fabricante de água de coco do Brasil, com mais de 70% de participação no segmento no mercado, com venda de 40 milhões de litros de água de coco em 2008, era dona das marcas Kero Coco e Trop Coco. Combinar a expertise da Amacoco na produção da água de coco com o portfólio de marcas da PepsiCo criaria um grande potencial para inovação de produtos, disse, à época, Massimo d'Amore, CEO da PepsiCo Americas.